# Nixon (montres)
Pour les articles homonymes, voir Nixon.
Nixon est une entreprise américaine de montres pour le surf, puis d'accessoires de mode et d'équipements de glisse (surf, snowboards, skateboards).

## Histoire
En 1997 en Californie (à Encinitas), deux Californiens, Chad DiNenna (adepte de surf) et Andy Laats, ingénieur, décident de créer des montres spécialisées pour la pratique du surf. 
En 2000, une filiale Nixon est implantée en Europe, à Soorts-Hossegor, avec trois boutiques : deux à Londres et une à Paris. En 2005, l’entreprise compte 60 employés et enregistre une progression annuelle des ventes de 55 %.
En 2006, une nouvelle impulsion est donnée à la marque Nixon après son rachat par Billabong, l’entreprise leader du surf.
Peu de temps après son rachat, Nixon redevient indépendant et se diversifie dès 2009 en ajoutant à sa gamme de produits des enceintes audio, accessoires et vêtements.
En 2016, la société lance son premier modèle de montre connectée.

## Produits
Son principal produit est constitué par des modèles de montres pour le surf qui doivent non seulement résister à un environnement très violent et agressif (sel, soleil, sable, immersion, chutes), mais proposer des complications particulières comme la hauteur des marées, les phases de la lune.
Depuis 2009, Nixon fabrique aussi des enceintes amplifiées et des casques audio.
Ses modèles Tide contiennent en mémoire interne les infos quotidiennes sur les vagues et marées de 550 spots différents.